# El ruido de un trueno

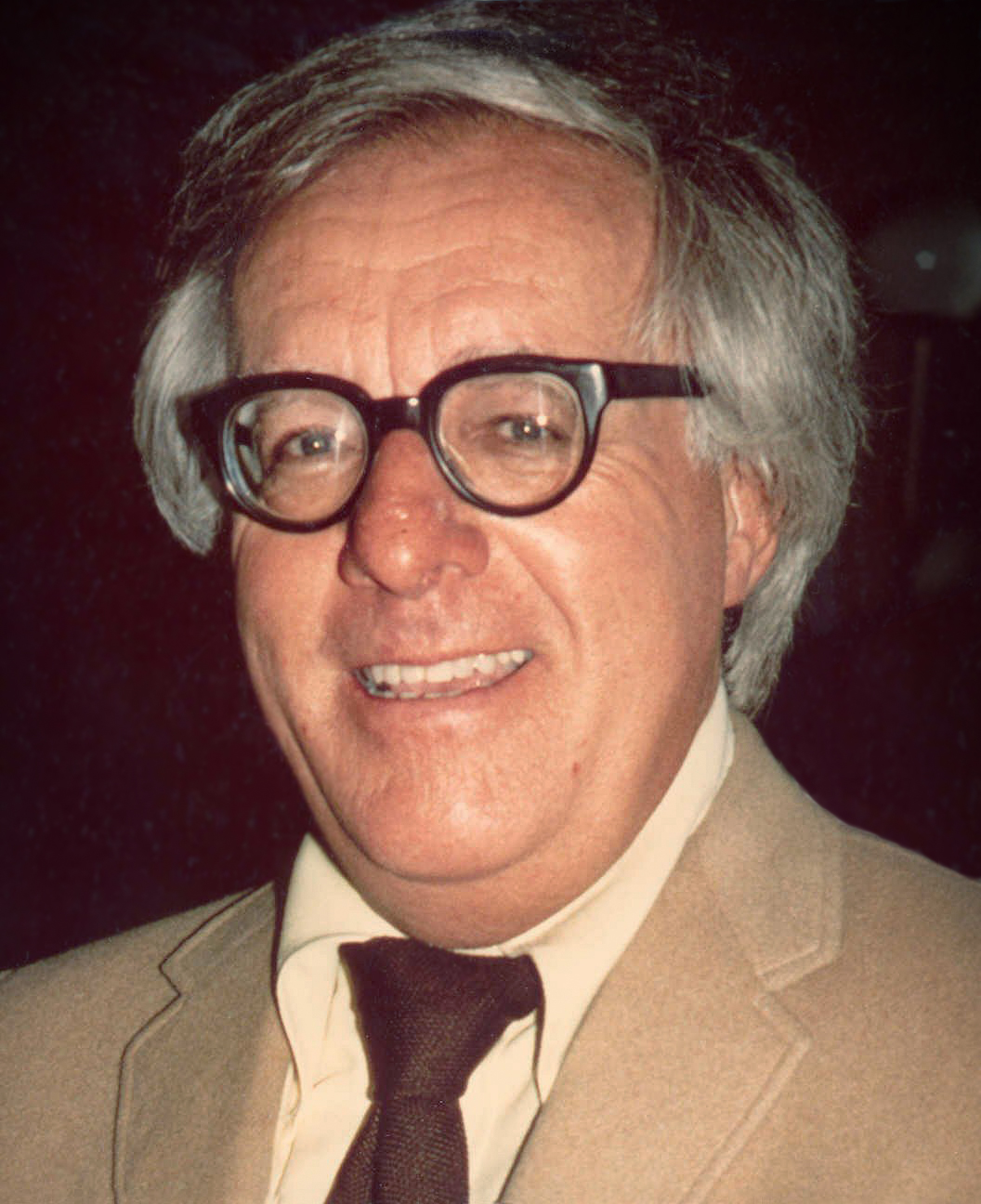
Ray Bradbury, en 1975.

El ruido de un trueno (título original en inglés, A Sound of Thunder) es un cuento de ciencia ficción del escritor estadounidense Ray Bradbury, publicado por primera vez en la revista Collier's en agosto de 1952 y en Argosy en octubre del mismo año.
Volvió a aparecer en sus colecciones The Golden Apples of the Sun (1953), R is for Rocket (1962), The Stories of Ray Bradbury (1980) y A Sound of Thunder and Other Stories (2005). Volvió a publicarse luego en The Young Oxford Book of Timewarp Stories. En español, se editó en el libro Las doradas manzanas del sol (1961), traducción de The Golden Apples of the Sun.
El índice Locus de antologías y colecciones de ciencia ficción lo posiciona en el primer lugar entre los diez cuentos más reimpresos del género.

## Argumento
Esta historia muy conocida sobre los viajes a través del tiempo transcurre en el año 2055, donde un negocio llamado Safari en el tiempo S.A. promete llevar a sus clientes de viaje al pasado para que puedan cazar animales prehistóricos, como el tiranosaurio.
Tras pagar una suma de dinero, un cazador simplemente conocido como "Eckels" está a punto de emprender su viaje, junto a dos guías y otros dos cazadores. El día anterior, un defensor de la democracia de nombre Keith acababa de ganar la elección presidencial, derrotando a un supuesto dictador llamado Deutscher.
Al emprender el viaje, los cazadores son advertidos de que, para evitar la paradoja del viaje en el tiempo, deben ser muy cuidadosos de dejar todo como lo encontraron en un principio, ya que son conscientes de que el cambio más leve puede provocar importantes alteraciones en el futuro. A los cazadores sólo les es permitido disparar a aquellos animales que están a punto de morir, no pudiendo salirse de un sendero que se mantiene flotando a diez centímetros del suelo, construido de un metal antigravitatorio, a fin de impedir que el pasado se altere de algún modo. Los animales que cazan no pueden ser llevados de vuelta al futuro, no permitiendo tomar nada como recuerdo, excepto una fotografía del cazador de pie junto a la criatura muerta (en este caso un Tiranosaurio Rex).
Eckels parece nervioso en la máquina del tiempo, y al ver al tiranosaurio se asusta y, argumentando que la matanza del mismo resulta imposible, prefiere marcharse. Uno de los guías, Lesperance, mientras trata de matar al dinosaurio él mismo, le dice que puede irse, que se oculte en la máquina del tiempo, pero Eckels va por el camino incorrecto y se sale del sendero. Lesperance y el otro guía, Travis, logran matar al dinosaurio, y al regresar a la máquina del tiempo Travis se pone furioso al ver que las botas de Eckels están sucias de barro, comprendiendo que se salió del sendero. Travis amenaza con abandonar a Eckels en el pasado, pero lo dejará regresar si quita las balas del cuerpo del dinosaurio, ya que las mismas no podían ser abandonadas en el pasado.
Durante el viaje de regreso, Travis amenaza con matar a Eckels en caso de haberse producido algún cambio en el presente. Finalmente, al retornar, Eckels nota ciertos cambios sutiles. La ortografía de inglés es diferente, la gente y los edificios son diferentes, y, lo peor de todo, Deutscher ha ganado la elección. Mirando sus botas, el hombre encuentra una mariposa aplastada, al parecer la causa de los cambios. Le suplica a Travis regresar al pasado, pero Travis se niega y dispara su rifle. Nunca se relata a que le dispara, pero puede suponerse que mata a Eckels. El final oscuro es el significado del título (las palabras finales de la historia son "El ruido de un trueno".)
La versión cinematográfica de El sonido de un trueno, contiene diferencias importantes respecto del cuento de Bradbury. El final no es similar al relato y el regreso de los viajeros deriva en una serie de ondas evolutivas de tiempo, producidas por la mariposa aplastada en el pasado. Travis y compañía deberán darse prisa para encontrar un método para resistir las ondas de tiempo, viajar al pasado y corregir la alteración temporal, antes que la última onda actualice la línea temporal borrando a la especie humana de la existencia.

## Comentarios
La historia es una exploración ficticia del efecto mariposa (o la "dependencia sensible en condiciones iniciales" según palabras de Edward Lorenz) a través del tópico de la ciencia ficción del viaje en el tiempo. De modo interesante, la historia precede el trabajo de Edward Lorenz por casi 10 años, mucho antes de que el término fuera acuñado y los principios entendidos por la comunidad científica. El mismo efecto ocurre en la dinámica planetaria y fue estudiado por Henri Poincaré en los años 1900, pero no bajo su nombre moderno. Estos temas son agrupados en el campo matemático de la teoría del caos.

## En la cultura popular
- El comic book de EC Comics, Weird Science-Fantasy en su número #25 de septiembre de 1954, publicó una adaptación ilustrada por Al Williamson.[5]
- La historia fue dramatizada en un casete de audio en 1984, en Bradbury 13, una serie de dramas grabados en audio basados en historias de Bradbury.[6]
- Fue adaptado por el propio Bradbury para la serie televisiva canadiense The Ray Bradbury Theater. El episodio A Sound of Thunder se emitió el 11 de agosto de 1989. Fue dirigido por Costa Botes e interpretado por Kiel Martin, John Bach y Michael McLeod.[7]
- Fue parodiado en el episodio 109 de Los Simpson, Treehouse of Horror V.
- Fue también parodiado en la serie animada Harvey Birdman, abogado, en el episodio Beyond the Valley of the Dinosaurs, en el cual Harvey Birdman, Peter Potamus, Avenger, Peanut, y Phil van al tiempo de los dinosaurios por accidente. Phil consigue que Peanut reúna algunos cazadores y juntos matan a muchos dinosaurios salvajes.
- La historia fue nuevamente adaptada al cómic por Richard Corben con "The Best of Ray Bradbury: The Graphic Novel". y publicada en español en el Especial dinosaurios de Norma Editorial.
- Un juego de Game Boy Advance llamado A Sound of Thunder (el título nunca fue traducido), basado en esta historia, fue lanzado por Mobius Entertainment en 2004.[8]
- Una canción de Duran Duran, Sound of Thunder, está basada en la historia.
- La película de 2005 El sonido del trueno (A Sound of Thunder).[9][10] El argumento parece estar parcialmente basado en la historia original, comenzando donde Bradbury terminó. Esta película fue originalmente programada para aparecer en 2002, pero la inundación de la ubicación donde habría de ser filmada aplazó la producción.